# Nseh
Nseh est une localité du Cameroun située dans la région du Nord-Ouest et le département du Bui. Il fait partie de la commune de Nkum. C'est aussi le siège d'une chefferie traditionnelle de 2e degré.

## Population
Lors du recensement de 2005, on a dénombré 5 456 personnes.